# 1982 Голяма награда на Белгия
1982 Голяма награда на Белгия е 29-о за Голямата награда на Белгия и пети кръг от сезон 1982 във Формула 1, провежда се на 9 май 1982 година на пистата Золдер близо до Хьосден-Золдер, Белгия.

## Репортаж
Уилямс намериха редовен заместник за напусналия Карлос Ройтеман в лицето на ирландеца Дерек Дейли, докато шефът на Инсайн, Теди Юп назначи Ян Ламерс като заместник на Дейли. Гран При дебют прави и новия болид на Уилямс FW08, както и Алфа Ромео 182. Испанският пилот Емилио де Вильота е повикан от Марч да кара третата кола, заедно с Йохен Мас и Раул Боесел. Болидът на де Вилота е различен от останалите си колеги в отбора в това че спонсор е LBT Марч.

### Квалификация
Квалификацията е за сълажение отбелязана с трагедия. Пилотът на Ферари, Жил Вилньов, все още бесен от случилото се в предишната ГП е в летяща обиколка в опит да подобри времето, което го урежда на седма позиция. В опита си канадеца настигна пилота на Ротманс Марч, Йохен Мас на завоя Брут като опитния германец се отмести надясно за да даде път на Ферари-то. През това време Вилньов също се отмести надясно, което предизвика Мас отново да се отмести, този път наляво. Рефлексите на Жил обаче го предадоха и предната лява гума на Ферари-то уцели задната дясна гума на управлявания от германеца Марч с близо 160 мили в час, което прати канадеца във въздуха. Болидът се приземи на предния си нос, което унищожи предната част на болида, хвърляйки Вилньов от болида заедно със седалката си, тъй като коланите му бяха закопчени към другата страна на завоя Терламенбох. От приземяването каската на канадеца е изхвърлена. Мас заедно с Найджъл Менсъл, Дерек Уорик и Джон Уотсън бяха на мястото на събитието, спирайки на мястото където Вилньов е изхвърлен. Жил е изпратен в най-близката болница със счупен врат и в безсъзнание като е поддържан в животоподдържаща система, където в 21:12 часа е обявен мъртъв.
Като резултат на това целият отбор на Скудерията, включително и Дидие Пирони решиха да не вземат участие в състезанието в неделя, в знак на почит към вече починалия канадец. Ален Прост взе пола с време 1:15.701, с около три десети по-добро от това на съотборника си Рене Арну. На десета зад Арну се класира Кеке Розберг, първият от пилотите задвижвани с Косуърт DFV, следван от Макларън-а на Ники Лауда. Първоначално времената на пилотите на Ферари, Пирони и Вилньов ги уредиха съответно 5-и и 7-и, но след отказването на отбора от по-нататъчно участие, всички останали пилоти минаха с две места напред. Това уреди Микеле Алборето на пета позиция, следван от Андреа де Чезарис, Менсъл, Нелсън Пикет, Рикардо Патрезе и Уотсън. Мас и Мауро Балди намериха място за участие в състезанието след отказването на Ферари.

### Състезание
Арну поведе колоната след добър старт пред Розберг, който изпревари Прост за второ място, следвани от Лауда, де Чезарис, Алборето, Патрезе, Пикет, Уотсън, Елио де Анджелис, Дейли, Манфред Винкелхок и Жан-Пиер Жарие. След доброто седмо място в квалификацията, Менсъл я загуби, след като не успя да потегли. Повечето от пилотите избегнаха удар с Лотус-а на британеца, но не и Бруно Джакомели, който в опита си да избегне Менсъл се вряза в Лижие-то на Жак Лафит, който от своя страна уцели АТС-а на Елисео Салазар. Лижие-то се отърва без поражение, за разлика на Салазар който после загуби контрол и удари Алфа-та на Джакомели, пращайки и двамата аут от състезанието. Менсъл успя все пак да потегли, с помощта на маршалите които също помогнаха на Толеман-а на Уорик. Крахът на АТС стана пълен, след като Винкелхок също преустанови своето участие още в загрявачната обиколка.
Скоро Розберг стана новия лидер в състезанието след като Арну отпадна с повреда по турбото на неговото Рено в седмата обиколка. Две обиколки по-късно опитите на Менсъл да пробие напред в колоната се оказаха напразни след повреда по газта на неговия Лотус. Второто Рено, управлявано от Прост е задминат от Лауда и де Чезарис, а в края на 10-а обиколка франузина се намира зад Патрезе, Уотсън и Алборето.
Промени в класирането не настъпиха до 29-а обиколка, където де Чезарис успя да изпревари Лауда, благодарение на затворения с обиколка Чико Сера който загуби контрол, докато Алборето отпадна с повреден двигател (същият проблем сполетя и съотборникът му Брайън Хентън няколко обиколки по-късно). Шест обиколки по-късно де Чезарис записа третото поредно механично отпадане, докато Уотсън е изпреварен от Брабам-а на Патрезе за трето място и скоро започна да притиска австриеца.
Гумите на Розберг, скоро се износиха чувствително заради своя начин на каране, което принуди Лауда да се приближи до финландеца. Ники се отърва от присъствието на Патрезе, който напусна състезанието след като се вряза в предпазните гуми в 53-та обиколка. Прост се намираше на 8-а позиция след три спирания в бокса за смяна на гума. Това не дойде в голяма полза и той също загуби контрол върху болида си в 60-а обиколка. Вторият Макларън управляван от Уотсън изпревари Лауда, за да поведе атаката срещу Уилямс-а на Розберг. Две обиколки преди финала Розберг все още водеше, но грешка на финландеца на шикана Клейне, направи Уотсън новия лидер на състезанието.
Уотсън финишира последните две обиколки с лекота, пристигайки на седем секунди от Розберг, който завърши втори. Лауда пресече финала трети, преди да бъде дисквалифициран, заради разлика от 2 кг от нормалното тегло за един болид, което прати Еди Чийвър на трето място (като за американеца това е първи подиум в неговата кариера). Елио де Анджелис, Нелсън Пикет и Чико Сера са останалите пилоти, завършвайки в зоната на точките.

## Класиране
| Поз  | No | Пилот             | Конструктор    | Оби. | Време/Отпадане   | Място | Точки |
| ---- | -- | ----------------- | -------------- | ---- | ---------------- | ----- | ----- |
| 1    | 7  | Джон Уотсън       | Макларън-Форд  | 70   | 1:35:41.995      | 10    | 9     |
| 2    | 6  | Кеке Розберг      | Уилямс-Форд    | 70   | + 7.268          | 3     | 6     |
| 3    | 25 | Еди Чийвър        | Лижие-Матра    | 69   | + 1 Об.          | 14    | 4     |
| 4    | 11 | Елио де Анджелис  | Лотус-Форд     | 68   | + 2 Об.          | 11    | 3     |
| 5    | 1  | Нелсън Пикет      | Брабам-БМВ     | 67   | + 3 Об.          | 8     | 2     |
| 6    | 20 | Чико Сера         | Фитипалди-Форд | 67   | + 3 Об.          | 23    | 1     |
| 7    | 29 | Марк Сюрер        | Ероуз-Форд     | 66   | + 4 Об.          | 22    |       |
| 8    | 18 | Раул Боесел       | Марч-Форд      | 66   | + 4 Об.          | 24    |       |
| 9    | 26 | Жак Лафит         | Лижие-Матра    | 66   | + 4 Об.          | 17    |       |
| ДКФ  | 8  | Ники Лауда        | Макларън-Форд  | 70   | Дисквалифициран  | 4     |       |
| Отп  | 5  | Дерек Дейли       | Уилямс-Форд    | 60   | Завъртане        | 13    |       |
| Отп  | 17 | Йохен Мас         | Марч-Форд      | 60   | Двигател         | 25    |       |
| Отп  | 15 | Ален Прост        | Рено           | 59   | Завъртане        | 1     |       |
| Отп  | 2  | Рикардо Патрезе   | Брабам-Форд    | 52   | Завъртане        | 9     |       |
| Отп  | 30 | Мауро Балди       | Ероуз-Форд     | 51   | Дросел           | 26    |       |
| Отп  | 31 | Жан-Пиер Жарие    | Осела-Форд     | 37   | Счупено крило    | 16    |       |
| Отп  | 22 | Андреа де Чезарис | Алфа Ромео     | 34   | Ск.кутия         | 6     |       |
| Отп  | 4  | Брайън Хентън     | Тирел-Форд     | 33   | Двигател         | 20    |       |
| Отп  | 3  | Микеле Алборето   | Тирел-Форд     | 29   | Двигател         | 5     |       |
| Отп  | 35 | Дерек Уорик       | Толеман-Харт   | 29   | Трансмисия       | 19    |       |
| Отп  | 36 | Тео Фаби          | Толеман-Харт   | 13   | Спирачки         | 21    |       |
| Отп  | 12 | Найджъл Менсъл    | Лотус-Форд     | 9    | Съединител       | 7     |       |
| Отп  | 16 | Рене Арну         | Рено           | 7    | Турбо            | 2     |       |
| Отп  | 9  | Манфред Винкелхок | АТС-Форд       | 0    | Съединител       | 12    |       |
| Отп  | 23 | Бруно Джакомели   | Алфа Ромео     | 0    | Сблъсък          | 15    |       |
| Отп  | 10 | Елисео Салазар    | АТС-Форд       | 0    | Сблъсък          | 18    |       |
| НСт  | 28 | Дидие Пирони      | Ферари         |      | Оттегля се       |       |       |
| НСт  | 27 | Жил Вилньов       | Ферари         |      | Фатален инцидент |       |       |
| НКв  | 14 | Роберто Гереро    | Инсайн-Форд    |      |                  |       |       |
| НКв  | 33 | Ян Ламерс         | Теодор-Форд    |      |                  |       |       |
| DNPQ | 32 | Рикардо Палети    | Осела-Форд     |      |                  |       |       |
| DNPQ | 19 | Емилио де Вильота | Марч-Форд      |      |                  |       |       |

## Класиране след състезанието
| Поз | Пилот        | Точки |
| --- | ------------ | ----- |
| 1   | Ален Прост   | 18    |
| 2   | Джон Уотсън  | 17    |
| 3   | Кеке Розберг | 14    |
| 4   | Ники Лауда   | 12    |
| 5   | Дидие Пирони | 10    |

| Поз | Конструктор   | Точки |
| --- | ------------- | ----- |
| 1   | Макларън-Форд | 29    |
| 2   | Рено          | 22    |
| 3   | Уилямс-Форд   | 20    |
| 4   | Ферари        | 16    |
| 5   | Тирел-Форд    | 10    |